# Hanaa Abdel Fattah Metwaly
Mohamed Hanaa Abdel Fattah Metwaly (znany jako Hanaa Abdel Fattah) (ur. 13 grudnia 1944 w Kairze, zm. 19 października 2012 tamże) – egipski reżyser teatralny, aktor, pedagog, tłumacz literatury polskiej. 

## Życiorys
Hanaa Abdel Fattah Metwaly był drugim z czworga dzieci rodziny Abdel Fattah. Ojciec jego był dziennikarzem, krytykiem literackim, aktorem radiowym. Od wczesnych lat związany był ze sztuką. Już jako ośmiolatek grywał w słuchowiskach radiowych. Popularność przyniosła mu tytułowa rola w serialu opartym na Baśniach 1001 nocy – Przygody Sindbada żeglarza. Potem nastąpiły kolejne role już na  deskach Teatru Narodowego i w filmie. Grał m.in. w filmie Dworzec centralny (1958) wyreżyserowanym przez znanego egipskiego filmowca Youssefa Chahine'a[i]. Po zdaniu matury podjął studia w Akademii Teatralnej na kierunku aktorstwo i reżyseria. W połowie studiów rozpoczął dodatkowo naukę w Akademii Filmowej na wydziale scenariusz i reżyseria filmowa. Obie uczelnie ukończył z wyróżnieniem. W trakcie studiów mniej czasu poświęcał grze aktorskiej, bardziej skupił się na reżyserii teatralnej, która była jego główną pasją. Jeszcze będąc studentem dał się poznać jako artysta rokujący nadzieje na przyszłość. Jego pierwsze prace reżyserskie to znane dramaty Nikosa Kazandzakisa[ii], E. O'Neill[iii], A. Faraga[iv] i innych. Największym sukcesem tamtych lat było wyreżyserowanie, już w ramach pracy w Ministerstwie Kultury, spektaklu Król Bawełny (1969) Youssefa Idrisa. Wysokie oceny na studiach, osiągnięcia w pracy zawodowej zaowocowały przyznaniem mu stypendium na pogłębianie studiów zagranicą. Miał do wyboru Anglię lub dowolny kraj z byłego bloku socjalistycznego. W jego decyzji dużą rolę odegrał Alfred Farag, który powiedział: „Jeżeli chcesz poznać naprawdę dobry teatr to jedź do Polski”. Tak też zrobił. Z początkiem lat 70. w mroźny grudniowy dzień przyleciał do Warszawy. Jak wszystkich cudzoziemskich stypendystów skierowano go do Łodzi na kurs nauki języka polskiego. Z natury otwarty, towarzyski, szybko nawiązujący kontakty z łatwością wszedł w przyjaźnie ze środowiskiem artystycznym, głównie z łódzkim Teatrem im. Stefana Jaracza. Po zakończeniu kursu powrócił do Warszawy, uniezależnił się od zobowiązań wobec rządu egipskiego rezygnując ze stypendium. Rozpoczął studia magisterskie w Uniwersytecie Warszawskim na ówczesnym Wydziale Arabistyki podejmując jednocześnie pracę lektora. I tak związał się zawodowo, artystycznie i w sprawach osobistych na ponad czterdzieści lat z Polską, którą uważał za swoją drugą ojczyznę. 
Nauka w Łodzi dała mu wiele, gdyż od powrotu do Warszawy mówił już po polsku. Miał grono przyjaciół pośród Egipcjan, którzy  jak on przybyli na stypendia, jednak większą część czasu spędzał z Polakami. Nie zamykał się w swojej kulturze i jej zwyczajach. Starał się wtopić w społeczeństwo polskie celem bliższego poznania go i zrozumienia, co nie zawsze było aprobowane przez jego przyjaciół z kraju. 
Kupował mnóstwo książek z polskiej literatury pięknej, dramaty, poezje, opracowania specjalistyczne w dziedzinie teatru. Czytał je nagminnie nawet w tramwaju, autobusie czy pociągu, co w tamtych czasach było w Polsce dosyć popularne. Chodził na większość spektakli granych w Warszawie, a nawet dojeżdżał do Krakowa do Starego Teatru. Zachwycał go teatr Kantora, Szajny, osiągnięcia artystyczne Grotowskiego,  
Nauka w Łodzi dała mu wiele, gdyż od powrotu do Warszawy mówił już po polsku. Miał grono przyjaciół pośród Egipcjan, którzy  jak on przybyli na stypendia, jednak większą część czasu spędzał z Polakami. Nie zamykał się w swojej kulturze i jej zwyczajach. Starał się wtopić w społeczeństwo polskie celem bliższego poznania go i zrozumienia, co nie zawsze było aprobowane przez jego przyjaciół z kraju.
Kupował mnóstwo książek z polskiej literatury pięknej, dramaty, poezje, opracowania specjalistyczne w dziedzinie teatru. Czytał je nagminnie nawet w tramwaju, autobusie czy pociągu, co w tamtych czasach było w Polsce dosyć popularne. Chodził na większość spektakli granych w Warszawie, a nawet dojeżdżał do Krakowa do Starego Teatru. Zachwycał go teatr Kantora, Szajny, osiągnięcia artystyczne Grotowskiego, Staniewskiego w Gardzienicach.
Po roku mówił już biegle z poprawnym akcentem. Miał drobne pomyłki, najtrudniej radził sobie z partykułą "się" i końcówkami niektórych przymiotników, ale i to po latach opanował. Gdy ktoś obcy rozmawiał z nim przez telefon, nie poznawał, że mówi z cudzoziemcem.
Był w ciągłym ruchu, zawsze aktywny, chłonny wszystkiego. Warszawa mu nie wystarczała, chciał poznać całą Polskę. W weekendy, czy inne dni wolne oraz urlopy jeździł po kraju z żoną, a z czasem do tych podróży dołączały dzieci, trzy córki. Nie sposób wymienić wszystkich miejsc gdzie był, łatwiej byłoby napisać gdzie nie był; i wszędzie dobrze się czuł, bawił, poznawał nowych ludzi, nowych przyjaciół. Zachwyciły go Tatry, jeziora mazurskie, ucztował ze Ślązakami, choć mowę ich trzeba mu było chwilami tłumaczyć. Z wielką przyjemnością zwiedzał polskie kościoły, fotografował kapliczki przydrożne, brał udział w procesji w Boże Ciało w Łowiczu, słuchał koncertu Chopinowskiego w Żelazowej Woli.
Te wszystkie doznania zaowocowały pierwszymi artykułami opublikowanymi w prasie kairskiej, irakijskiej i kuwejckiej. Oto kilka wybranych: Jak polski film przedstawia historię (1974), Hubal i wojna partyzancka (1974), Stanisław Wyspiański (1982), Kantor i jego plastyczny teatr (1986), Teatr polski i jego twórcy (1987), Scena Plastyczna Mądzika (1991), Dramat śmierci u Tadeusza Kantora (1991).
Były to początki propagowania Polski i jej kulturę w Egipcie i Świecie Arabskim. Ta strona jego działalności z biegiem lat poszerzyła się na inne jeszcze formy polskiego dorobku w dziedzinie sztuki i literatury.
Reżyserował w Teatrze Współczesnym w Warszawie, w Starej Prochowni i innych polskich teatrach. Był profesorem Instytutu Teatralnego Akademii Sztuk w Kairze. Zapraszał do Kairu takich artystów jak: Józef Szajna, Jan Englert, Jerzy Zelnik, Andrzej Dziuk, Leszek Mądzik, Bogusław Semotiuk, Aleksandra Górska, Barbara Pszoniak-Lasocka i innych.
Od roku 1992 na stałe mieszkał w Kairze wraz z rodziną: żoną, Polką, Dorotą oraz córkami: Agnieszką (Ati), Jasminą i Kamilą.
W 1994 otrzymał Nagrodę im. Stanisława Ignacego Witkiewicza, w 2000 nagrodę literacką dla tłumaczy ZAiKS-u, w 2012 został odznaczony Srebrnym Medalem „Zasłużony Kulturze Gloria Artis”.
[i] Youssef Chahine (1926–2008) – egipski reżyser filmowy. Otrzymał wiele nagród, między innymi nagrodę za całokształt twórczości na Festiwalu Filmowym w Cannes w 1997 roku. Jest twórcą jednej z 11 części międzynarodowego filmu poświęconego reakcji na zamach na World Trade Center – 11.09.01.
[ii] Nikos Kazandzakis (1885–1957) – grecki powieściopisarz, poeta, dramaturg, tłumacz i myśliciel. Znany m.in. jako autor powieści Grek Zorba.
[iii] Eugene Gladstone O’Neill (1888–1953) – dramaturg amerykański, laureat Nagrody Nobla w dziedzinie literatury za rok 1936.
[iv] Alfred Farag (1929–2005) – egipski dramatopisarz 